# 楊盛 (永樂進士)
楊盛（14世紀—15世紀），河南開封府延津縣人，明朝政治人物。

## 生平
楊盛是永樂九年（1411年）舉人，十六年（1418年）成進士，獲授庶吉士，十九年（1421年）改任中書舍人，後因父母去世回鄉，服闋後在宣德二年（1427年）改任行在戶科給事中，八年（1433年）掌戶科事，十年（1435年）外任福建右參政，在任內去世，人們都感到傷痛。

## 引用
1. 1 2  康熙《延津縣志·卷五·名宦志》：楊盛 永樂戊戌進士，任翰林院庶吉士，遷中書，改戶科給事中，陞福建參政有惠政，卒于官，民甚哀之。
2. ↑  康熙《延津縣志·卷四·人物志》：進士……明……楊盛 永樂戊戌進士，翰林院庶吉士，歷給事中、福建布政司參政，旌之高祖……舉人……楊盛 中永樂辛卯科，見進士
3. ↑  《明太宗文皇帝實錄·卷二百三十九》：（永樂十九年七月）丙寅擢……庶吉士楊盛、寇厚、衛恕、張恕、沈讓、段莓、姚本、陳融、溫良俱為中書舍人……
4. ↑  《明宣宗章皇帝實錄·卷二十八》：（宣德二年五月乙卯）中書舍人楊盛親喪服闋，改行在戶科給事中……
5. ↑  《明宣宗章皇帝實錄·卷八十二》：（宣德八年六月乙未）命給事中儲懋、車遜掌吏科，卜禎、楊盛掌戶科，虞祥、劉海掌禮科，陳瑺、楊鼎掌兵科……
6. ↑  《明英宗睿皇帝實錄·卷十》：（宣德十年十月）丙辰……禮部郎中孫原貞，給事中何恭、楊盛、朱純、楊鼎，監察御史王質俱為布政司右參政，原貞河南，恭貴州，盛福建，純廣西，鼎山西，質四川……